# 妹尾軒作
妹尾 軒作（せのお けんさく、1981年3月26日 - ）は、大阪府阪南市出身の元プロ野球選手（投手）。選手時代の登録名は「軒作」。

## 経歴
小学校2年で野球を始め、中学では泉佐野ボーイズで外野手。大体大浪商高で、2年次からエースとなる。2年夏は5回戦で久保康友がいた関大一高に敗れた。
卒業後は大阪体育大学へ進学、年秋にはリーグ戦で7回参考記録ながらノーヒットノーランを達成。阪神大学リーグ通算32試合に登板し19勝3敗、防御率1.08、192奪三振。最優秀選手1回、最優秀投手2回、ベストナイン2回受賞。大学選手権、明治神宮大会出場。4年春にはドラフト１位候補だったがその年のドラフト会議では指名されず、卒業後は社会人野球の一光へ入団、1年目に右肘痛のため手術をした。
2005年の大学生・社会人ドラフト6巡目でオリックス・バファローズへ入団。登録名は「軒作」。
ルーキーイヤーの2006年は、二軍でチーム最多の32試合に登板し150km/h台前半のストレートを武器に防御率3.11の成績を残し、セーブも挙げた。シーズン途中からサイドスローに転向、右打者キラーとしてアピールし、先発、中継ぎ、抑えと活躍したが度重なる怪我もあり、二年間を通して一軍に登板できず2007年10月4日に球団から戦力外通告を受けた。メジャーリーグの2Aからのオファーはあったが11月17日に第1回12球団合同トライアウトに参加し、獲得する日本の球団はなかったため現役を引退した。
引退後はフィットネス関連事業を行う会社経営者となった。
その後、父の妹尾隆正が代表を務めるリュウグループの整骨院と野球塾に勤務し、プロ野球選手も輩出している。2014年に鹿児島県薩摩川内市に「軒作整骨院」を開業した。

## 詳細情報

### 年度別投手成績
- 一軍公式戦出場なし

### 背番号
- 00 （2006年 - 2007年）

### 登録名
- 軒作 （けんさく、2006年 - 2007年）